# North Stonington
North Stonington város az USA Connecticut államában, New London megyében. Lakosainak száma 5149 fő (2020. április 1.).

## Népesség
A település népességének változása:

| 2010 | 5 297 |
| 2020 | 5 149 |